# Werkkapitaal
Werkkapitaal (ook wel nettowerkkapitaal of nettobedrijfskapitaal, afkorting WC) is het verschil tussen de vlottende activa (voorraden, debiteuren, liquide middelen) op de balans van een onderneming en de vlottende passiva (crediteuren en overige kortlopende schulden). Brutowerkkapitaal is de omvang van de vlottende activa.
Het nettobedrijfskapitaal wordt berekend aan de hand van de volgende formule:
{\displaystyle {\text{nettobedrijfskapitaal}}={\text{vlottende activa}}-{\text{kort vreemd vermogen}}}
of:
{\displaystyle {\text{nettobedrijfskapitaal}}=({\text{eigen vermogen}}+{\text{voorzieningen}}+{\text{lang vreemd vermogen}})-{\text{vaste activa}}}

De eerste benadering wordt meestal gebruikt bij de voorstelling van het nettobedrijfskapitaal als een liquiditeitsmaatstaf. De liquiditeit is voldoende indien de vlottende activa groter zijn dan het vreemd vermogen op korte termijn.
De tweede benadering evalueert de liquiditeit van de onderneming op basis van de financieringswijze van de vaste activa. Een positieve waarde van het nettowerkkapitaal betekent dat er meer eigen vermogen en lang vreemd vermogen is aangetrokken dan dat er nodig is om de vaste activa te financieren. Dit geeft een solide beeld weer van de huidige situatie van de onderneming. Het verlenen van kredieten door de bank wordt vaak afhankelijk gesteld van het in de onderneming aanwezige nettowerkkapitaal.